# Ironbottom Sound

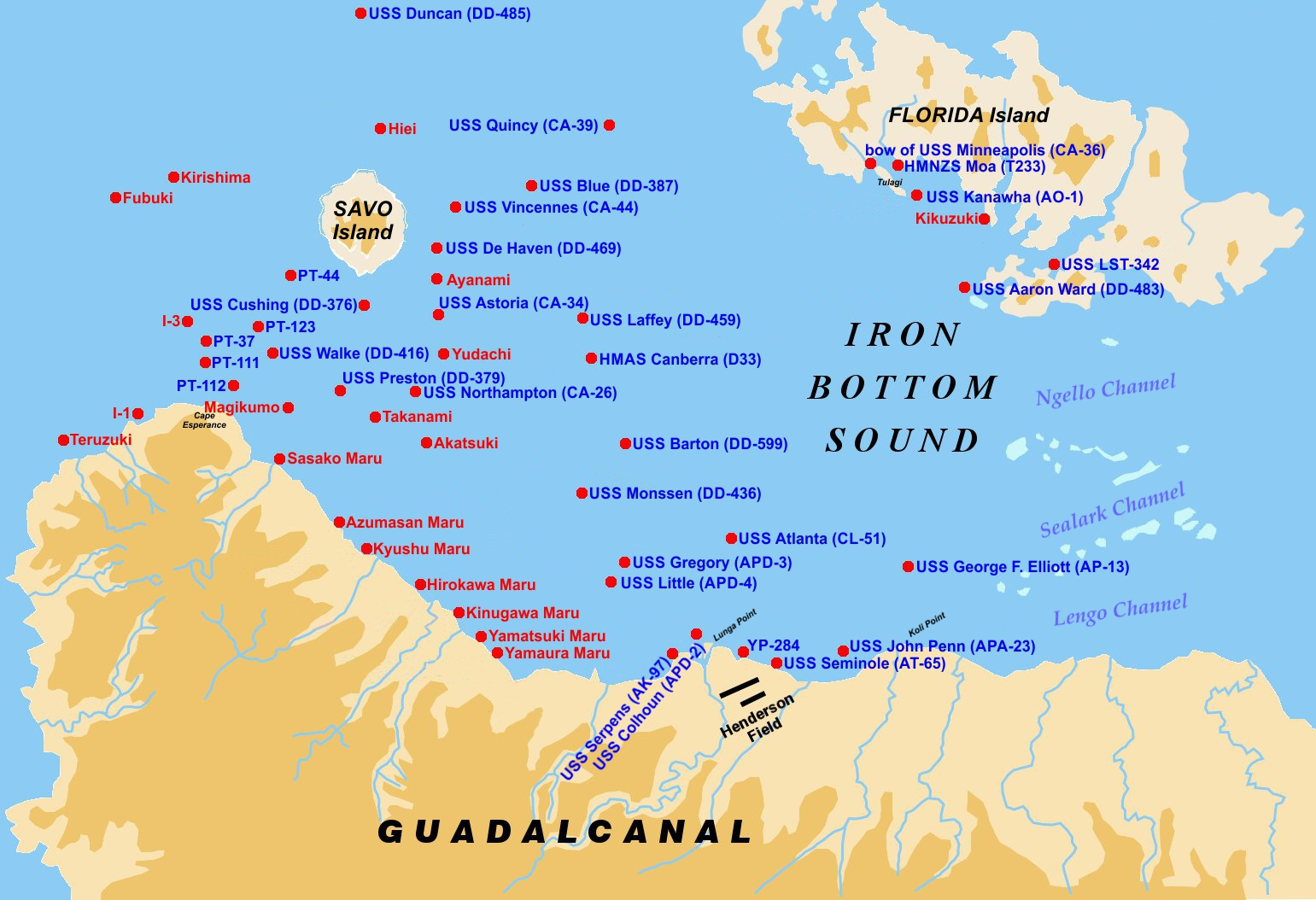
Mapa dos naufrágios no Ironbottom Sound

Ironbottom Sound (nome mais comum do estreito de Savo, que lhe foi dado pelos marinheiros das forças aliadas da Segunda Guerra Mundial) é um estreito mar localizado entre a ilha de Guadalcanal, a ilha Savo, e as ilhas Florida, todas nas Ilhas Salomão. Dezenas de navios e aviões foram abatidos e afundados nestas águas durante a Campanha de Guadalcanal entre 1942 e 1943. Antes da guerra, era também chamado estreito de Sealark.
Entre as batalhas que lá se desenrolaram, estão a Batalha da Ilha Savo (9 de agosto de 1942), a Batalha do Cabo Esperança (1–12 de outubro de 1942), a Batalha Naval de Guadalcanal (13–15 de novembro de 1942), a Batalha de Tassafaronga (30 de novembro de 1942) e a Operação I-Go (1–16 de abril de 1943).